# Rondweg Nîmes-Montpellier

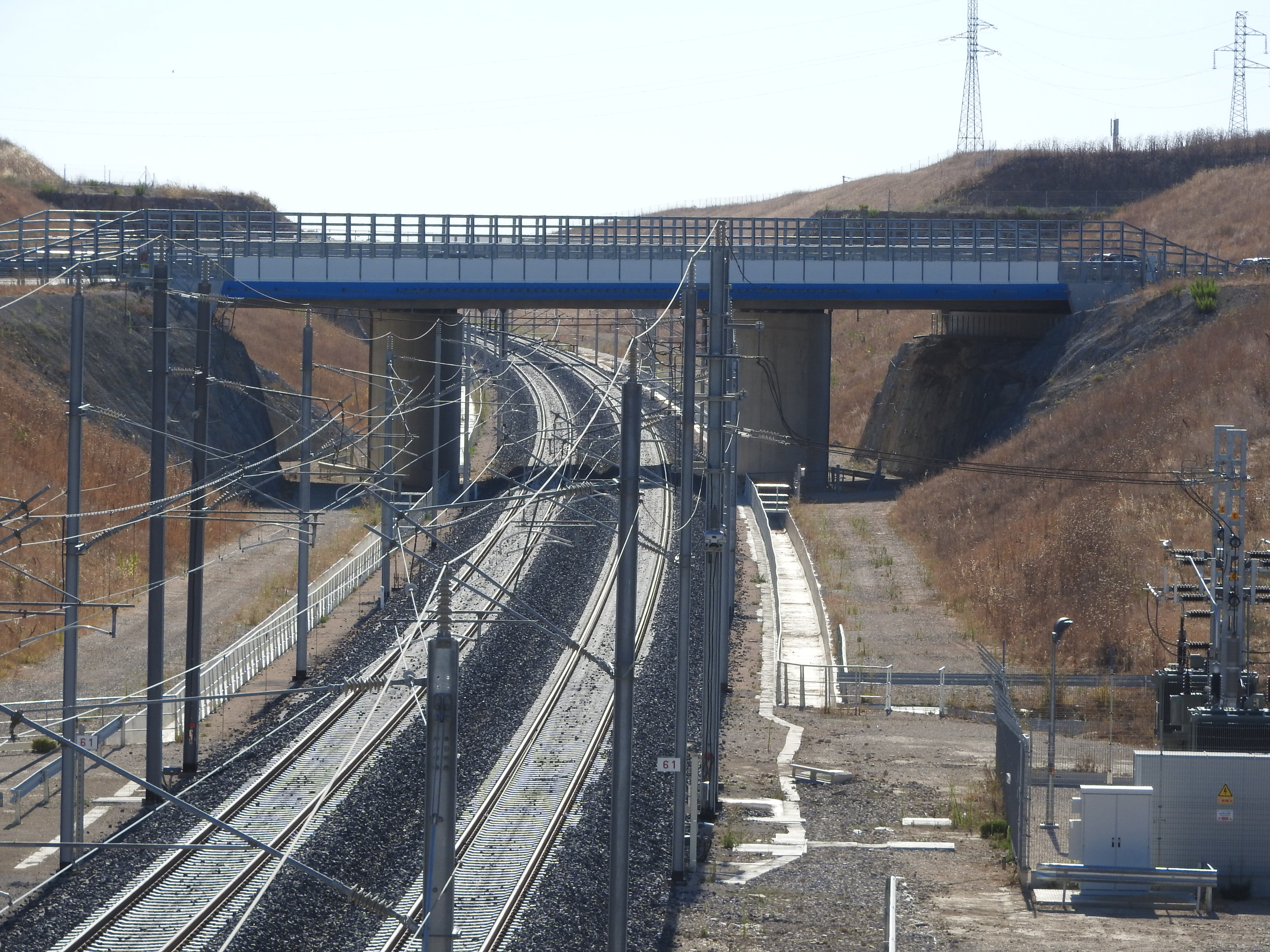
De spoorlijn in Lunel

De rondweg Nîmes – Montpellier, ook bekend als de LGV Nîmes–Montpellier (Frans: LGV voor ligne à grande vitesse), is een Franse hogesnelheidslijn die de steden Nîmes en Montpellier in Zuid-Frankrijk omzeilt. Ze onderscheidt zich doordat het de eerste Franse hogesnelheidslijn is die doelbewust is gebouwd voor gemengd passagiers- en vrachtvervoer.
Het project is ontwikkeld met als doel de capaciteit voor verschillende nieuwe passagiersdiensten te vergroten en extra goederenvervoer mogelijk te maken. Bijkomende voordelen zijn onder meer de kortere reistijden voor zowel nationaal als internationaal verkeer dat over de route rijdt. 
De lijn is bestemd voor gemengd verkeer, zowel met TGV-treinen als met goederenvervoer. De rondweg Nîmes–Montpellier biedt toegang tot het Spaanse spoorwegnet en tot de voorgestelde gemengde LGV Montpellier–Perpignan, een nieuwe hogesnelheidslijn tussen Montpellier en Perpignan. De reis van Montpellier naar Parijs duurt via de nieuwe lijn minder dan drie uur. 
Op 10 december 2017 reed de eerste commerciële goederentrein over de route. De eerste passagiersdiensten naar het station Montpellier-Sud-de-France gingen op 7 juli 2018 van start; de volledige dienstverlening begon op 15 december 2019 met de opening van het station Nîmes-Pont-du-Gard.

## Bouw

### Doel
De rondweg Nîmes–Montpellier werd aanvankelijk ontwikkeld door de Franse spoorweginfrastructuurbeheerder SNCF Réseau, en later in samenwerking met het consortium OC'VIA in het kader van een publiek-private samenwerking. De bedrijven die bij het OC'VIA-consortium betrokken zijn, zijn onder meer Bouygues Construction, Colas, SPIE Batignolles, Alstom Transport, Meridiam Infrastructure en de Public-Private Partnership Investment and Development Funds (FIDEPPP). Er is een financiering van € 2,28 miljard aan het programma toegewezen. Het bouwproces leverde ongeveer 30.000 banen op.
Het project heeft onder meer als doel extra capaciteit te creëren voor verschillende nieuwe diensten, waaronder een verhoging van de frequentie van regionale treindiensten met 30 procent. Het project verkort ook de reistijden voor zowel nationale als internationale reizen via de route. 
De rondweg tussen Nîmes en Montpellier zal concreet toegang bieden tot het Spaanse spoorwegnet via de lijn Perpignan-Figueras, tot de corridor Barcelona-Genua, en tot de voorgestelde nieuwe gemengde hogesnelheidslijn tussen Montpellier en Perpignan. Hij zal ook de vrachtcapaciteit vergroten. Men verwacht dat er dagelijks ongeveer 3.000 vrachtwagens van de weg zullen worden gehaald en dat het vrachtverkeer via het spoor binnen tien jaar zal verdubbelen.
De rondweg van Nîmes–Montpellier maakt deel uit van een groter project, bekend als Priority Project 3, dat als doel heeft een spoorwegnetwerk te creëren dat Portugal, Spanje en de rest van Europa met elkaar verbindt. Belangrijke onderdelen van het programma zijn onder meer de uitbreiding van het Franse hogesnelheidsnet om de hele regio Languedoc-Roussillon beter te bedienen, evenals een nieuwe lijn Montpellier-Perpignan en een verbinding tussen Frankrijk en Spanje. 

### Organisatie en financiering

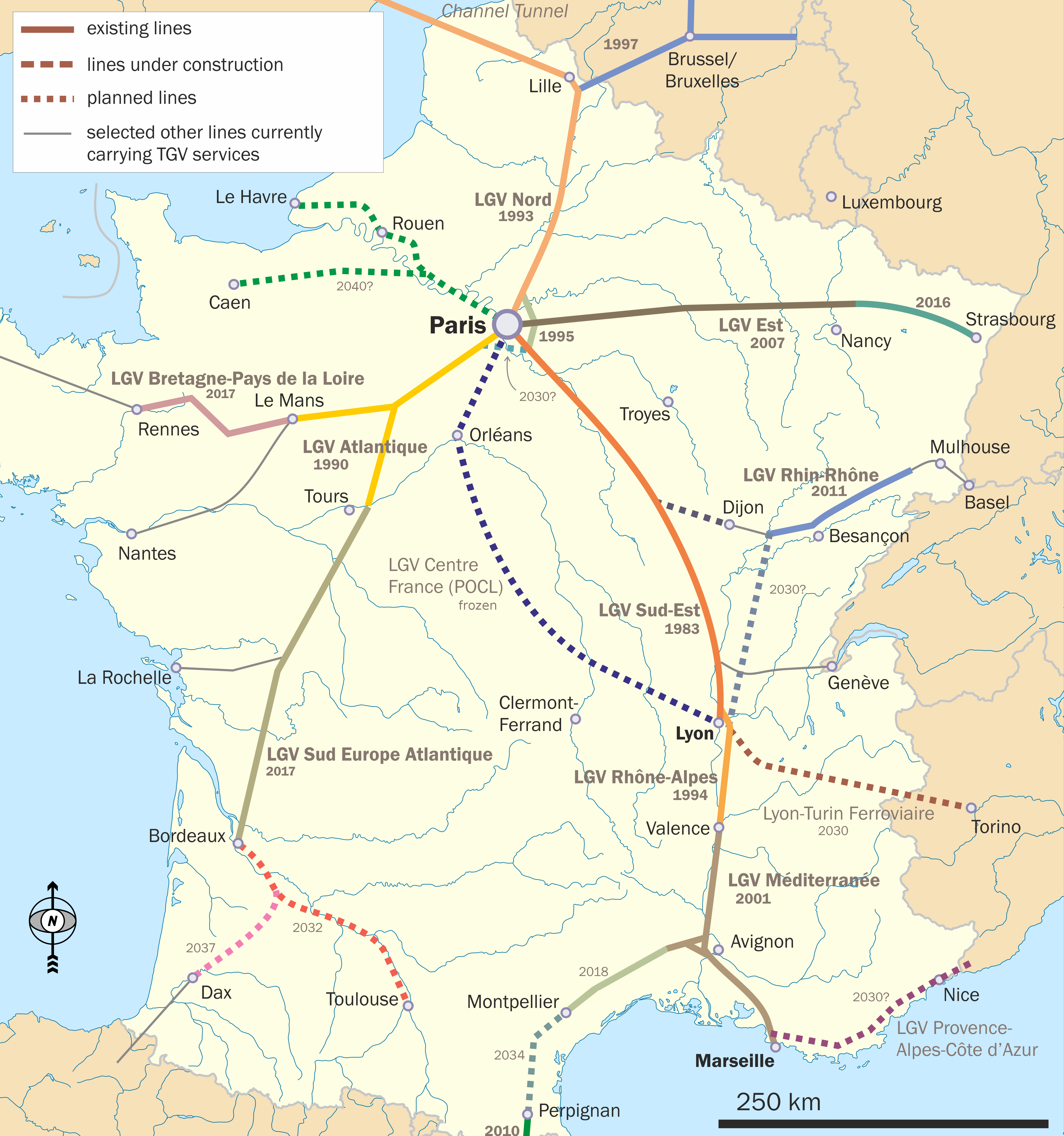
Kaart van het TGV-systeem met de algemene route van de rondweg Nîmes – Montpellier en aansluitingen op andere lijnen.

In 2005 werd een déclaration d'utilité publique aangenomen. In mei 2009 had men drie biedingen ontvangen. In januari 2012 werd hieruit een joint venture onder leiding van Bouygues in samenwerking met Setec, Systra en SGTE geselecteerd om de spoorlijn aan te leggen tegen een kostprijs van € 2,06 miljard. 
Over het geheel genomen wordt de financiering van het bypass-programma verzorgd door een combinatie van publieke en private financiering. Het consortium OC'VIA heeft zelf € 1,5 miljard aan privé-fondsen bijgedragen. De publieke financiering wordt verstrekt door verschillende instanties, waaronder de Franse overheid, de regionale raad van Languedoc Roussillon, meerdere gemeentelijke autoriteiten van Nîmes en Montpellier, de algemene raad van Gard, de Europese Unie en SNCF Réseau.
In juni 2012 ging SNCF Réseau een publiek-private samenwerking van 25 jaar aan met OC'VIA voor de financiering, het ontwerp, de bouw en het onderhoud van de lijn. Op grond van deze overeenkomst is SNCF Réseau verantwoordelijk voor het beheer van de regelgeving, het operationele beheer van het treinverkeer en de exploitatie van het netwerk en de technische installaties. Ondertussen richtte Oc'Via twee dochterondernemingen op, namelijk Oc'Via Construction, die het ontwerp en de bouw van de lijn uitvoerde, en Oc'Via Maintenance, dat verantwoordelijk is voor het onderhoud van de route na de ingebruikname. 
Volgens de voorwaarden van de overeenkomst zou de bouw van de spoorlijn eind 2013 of begin 2014 beginnen. Zoals gepland moesten alle werkzaamheden in december 2017 afgerond zijn, terwijl de start van het passagiersvervoer pas in juli 2018 verwacht werd. 

## Route

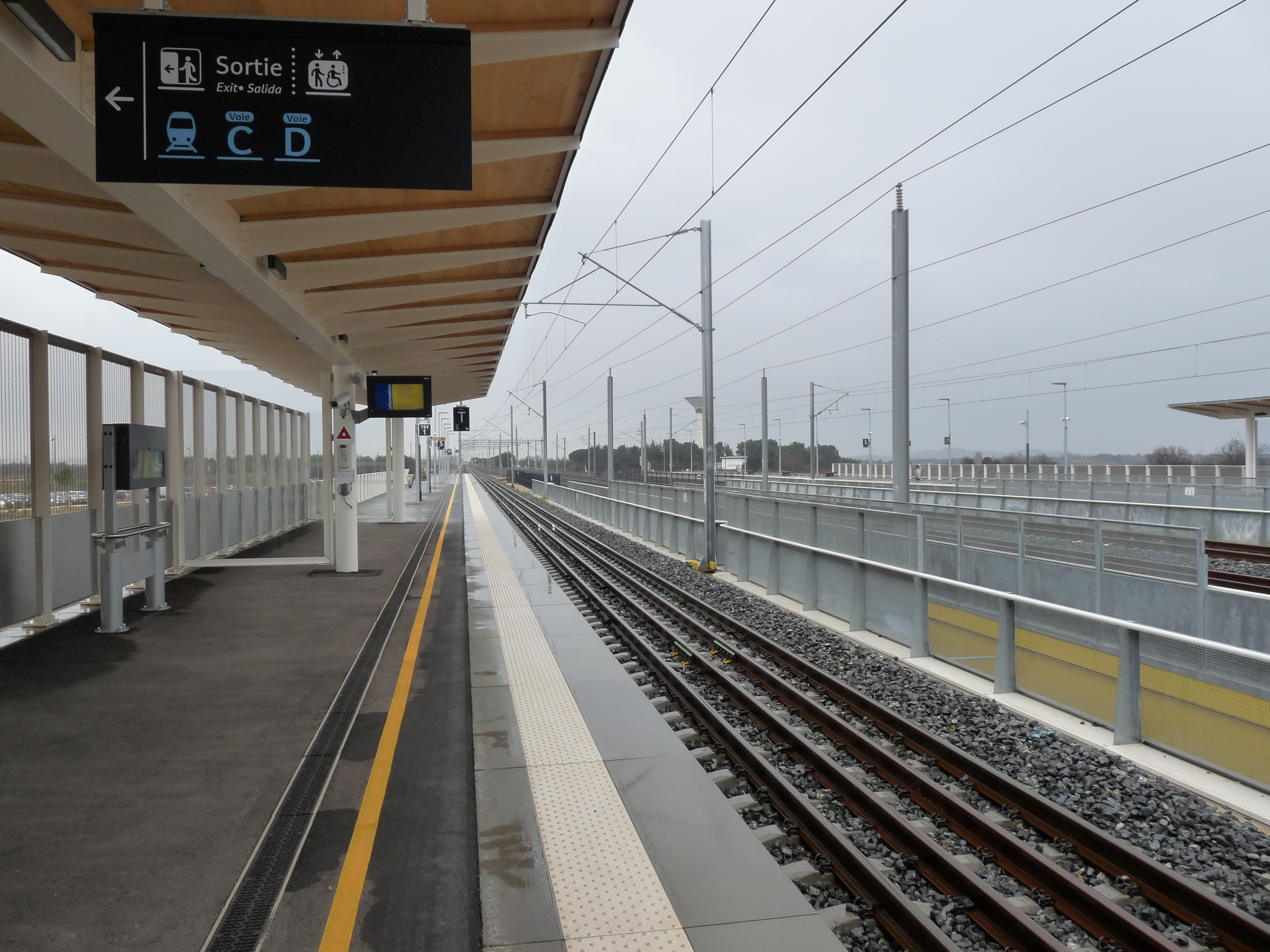
Station Nîmes–Pont du Gard

Het programma omvatte de bouw van 80 kilometer gloednieuwe baan, inclusief 60 kilometer van de hogesnelheidslijn tussen Manduel en Lattes, 10 kilometer langs de rechteroever van de Rhône, en nog eens 10 kilometer die Jonquières, Lattes en Manduel met elkaar verbindt. Om deze lijn aan te leggen werden ongeveer 145 kunstwerken, waaronder zeven viaducten, gebouwd. 
De maximale snelheid op de lijn zal in eerste instantie beperkt zijn tot 220 km/u en later verhoogd worden tot 300 km/u voor passagierstreinen, terwijl goederentreinen maximaal 120 km/u mogen rijden. De lijn wordt gebruikt door zowel TGV-treinen als goederentreinen, en sluit aan op de LGV Méditerranée en breidt deze ook uit naar het zuidwesten, richting de LGV Perpignan–Figueres.
Omdat verwacht werd dat de bestaande stations in de stadscentra de extra verkeersstroom van de TGV niet aan zouden kunnen, werden er twee nieuwe stations gebouwd. RFF nam, uitzonderlijk genoeg, de bouw van de stations op zich, die worden aangesloten op het TER-netwerk en op het tramnetwerk van Montpellier. Deze nieuwe stations, Montpellier Sud-de-France en Nîmes-Pont-du-Gard, werden gebouwd als onderdeel van het project en werden respectievelijk in 2018 en 2019 voltooid. De geschatte bouwkosten van deze stations bedroegen € 280 miljoen, die werden gefinancierd door de Europese Unie en Frankrijk, die samen 52 procent van de kosten voor hun rekening namen, samen met nog eens 28 procent van verschillende regionale en lokale autoriteiten, en de laatste 20 procent door SNCF Réseau.
De rondweg Nîmes-Montpellier moet worden uitgerust met het European Rail Traffic Management System (ERTMS) Level 2, het standaardsysteem voor treinsignalering en verkeersmanagement dat in heel Europa wordt gebruikt, inclusief GSM-Rail, de Europese norm voor spoorwegtelecommunicatie. In eerste instantie zal echter het automatisch blokstelsel worden gebruikt. 
Om de bovenleidingen van stroom te voorzien, was de bouw van een nieuw onderstation in La Castelle noodzakelijk. De onderhoudsactiviteiten zullen worden gevestigd in Nîmes, waar de operationele en administratieve centra van Oc'Via Maintenance gevestigd zijn.